# Thryonomys gregorianus
Espèce
Statut de conservation UICN

 LC  : Préoccupation mineure
Le Petit aulacode (Thryonomys gregorianus), appelé aussi localement « rat des roseaux », est une espèce de la famille des Thryonomyidae. Comme son nom l'indique ce gros rongeur africain est de taille plus modeste que l'autre espèce d'aulacode du même genre, le Grand aulacode.

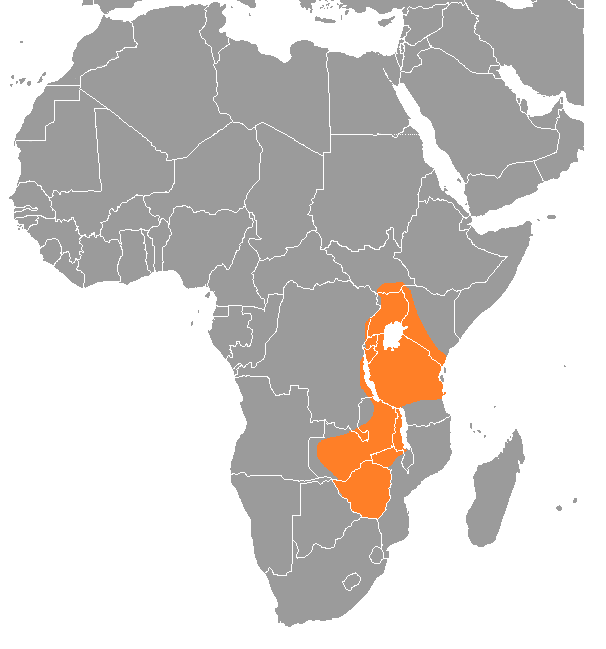
Carte de répartition (2014).

## Liste des sous-espèces
Selon MSW :
- sous-espèce Thryonomys gregorianus gregorianus
- sous-espèce Thryonomys gregorianus sclateri